# Il violino di Rothschild

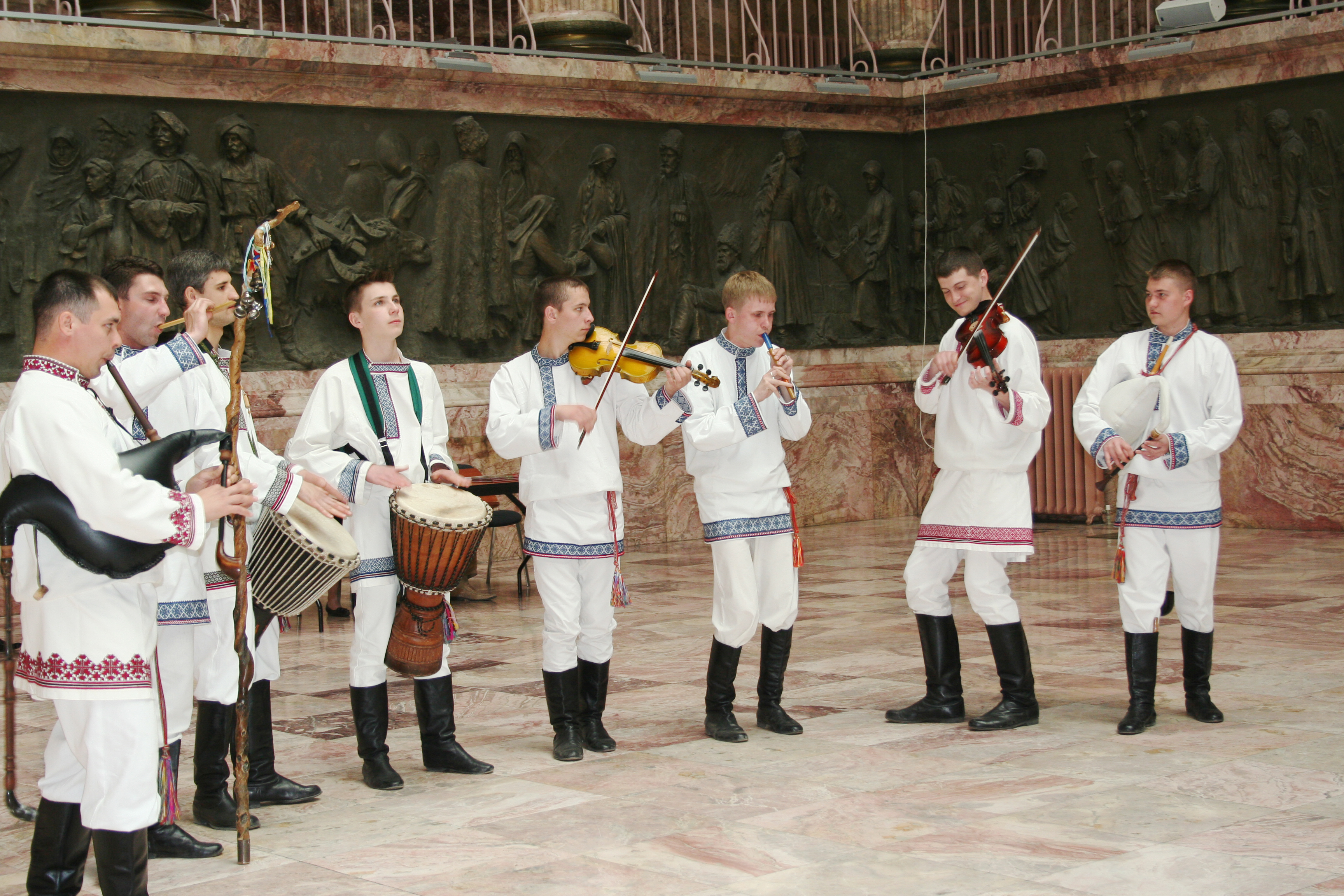
Orchestra di musica popolare russa

Il violino di Rothschild (in russo Скрипка Ротшильда?, Skripka Rotšil’da) è un racconto di Anton Čechov pubblicato per la prima volta nel 1894.

## Trama
Âkov Ivanov (detto "Bronzo") è un fabbricante di bare di settant'anni il quale è sempre vissuto, assieme alla moglie Marfa, in un piccolo villaggio dove la gente muore raramente; gli affari vanno pertanto male. Âkov è anche un bravo violinista e guadagna qualcosa suonando talora il violino in una orchestrina ebraica diretta dallo stagnino Šahkes. Âkov disprezza gli ebrei, in particolare un suonatore di flauto di nome Rothschild.
Nel villaggio c'è una epidemia di tifo e Marfa, la moglie di Âkov, si ammala. Âkov si rende conto della gravità della malattia di Marfa e si accinge a costruire una bara per lei; ripensa alla vita trascorsa assieme alla moglie e si pente di averla trattata con freddezza e indifferenza. Poco dopo la morte della moglie anche Âkov si ammala. Sentendo vicina la morte si pente di aver trattato male anche Rothschild e lascia in eredita a quest'ultimo il proprio violino. Rothschild suonerà il violino, anziché il flauto, e avrà successo allorché eseguirà una commovente aria composta da Âkov.

## Genesi del racconto
Il violino di Rothschild fu composto fra la seconda metà del dicembre 1893 e la prima metà del gennaio 1894, e fu pubblicato per la prima volta sul n. 37 (6 febbraio 1894) del quotidiano moscovita Russkie vedomosti a firma "Anton Čechov"; fu pubblicato in volume nello stesso anno.

## Edizioni
- A. Čechov, «in russo Скрипка Ротшильда?, Skripka Rotšil’da». in russo Русских ведомостях?, Russkie vedomosti numero 37 (6 febbraio ), p. 2
- Anton Čechov, «in russo Скрипка Ротшильда?, Skripka Rotšil’da». In: Rasskazy. Povesti 1892-1894 (Racconti 1892-1894), San Pietroburgo: AF Marks, 1894
- Anton Čechov, Racconti; traduzione di Agostino Villa, Vol. II, Torino: Einaudi, 1950
Contiene: Il monaco nero, La steppa, Volodja, Crisi di nervi, Tifo, Racconto d'un avventuriero, L'onomastico, Contadini, Terrore, La scommessa, Il turco, Il violino di Rothscild, La disgrazia, Per affari d'ufficio, La principessa, La voglia di dormire, Il maestro, Brutti caratteri, Il padre, Tre anni, Volodja grande e Volodja piccolo, Anna al collo, Ai bagni turchi, Era lei!, Il padre di famiglia, Il ripetitore, La farmacista, I simulatori, Nelle tenebre, Il grasso e il magro, Esame per promozione di grado, Il ragazzo maligno, L'album, Marmocchi, La moglie, Omicidio.
- Anton Čechov, Racconti e novelle; 3 voll.; a cura di Giuseppe Zamboni ; introduzione di Emilio Cecchi ; appendice critica a cura di Maria Bianca Gallinaro, Firenze: G. C. Sansoni, 1954-55
- Anton Čechov, Tutti i racconti, Tomo 9: Il monaco nero; introduzione e traduzione di Alfredo Polledro, Collezione Biblioteca Universale Rizzoli 840-842, Milano: Rizzoli, 1955
- Anton Pavlovič Čechov, Racconti; introduzione di Fausto Malcovati; traduzione di autori vari, Collezione I grandi libri Garzanti, due volumi, XI edizione, Milano: Garzanti, 2004, ISBN 88-11-37015-9

## Adattamenti
- Skripka Rotšil’da, opera lirica in un atto di Veniamin Iosifovič Flejšman (1913-1941), composta nel 1939; completata da Šostakovič nel febbraio 1944, fu rappresentata sotto forma di concerto il 20 giugno 1960 e messa in scena per la prima volta a Leningrado il 24 aprile 1968[3][4]
- Requiem, dramma di Hanoch Levin rappresentato nel 1998[5]